# Bola

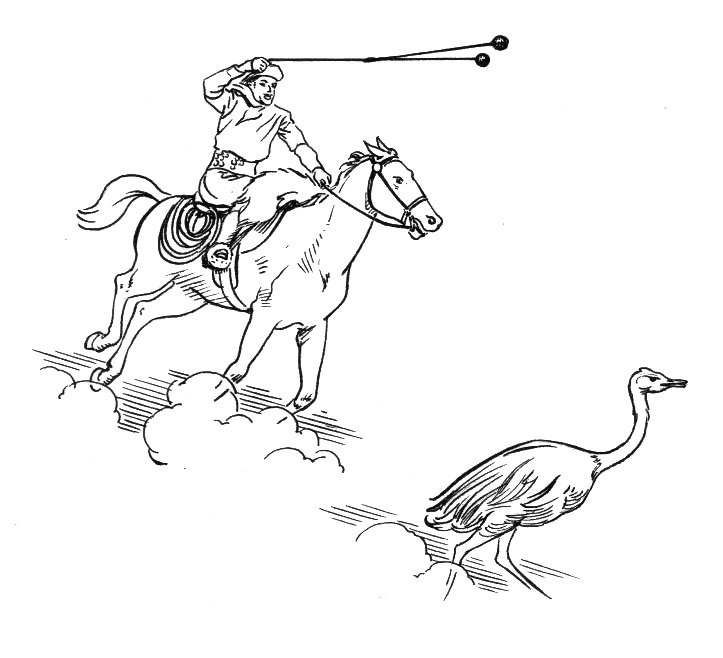
Lov s bolou

Bola (občas nazývána též bolas nebo bolaso) je vrhací zbraň používaná hlavně k lovu zvěře. Skládá se ze dvou až tří závaží spojených provazem. Závaží byla původně kamenná, obšitá nebo přivázaná koženými řemínky, dnes jsou obvykle kovová. Drží se buď za střed provazu spojujícího závaží, nebo za jedno z nich. Před použitím je potřeba bolu roztočit, a ve vhodnou chvíli pustit. Po vypuštění se závaží otáčí na opačných stranách od středu rotace a letí směrem k cíli. Obvykle slouží ke svázání nohou loveného zvířete, popřípadě k ulovení jednotlivých letících ptáků z hejna. Bola znamená španělsky koule. Používá se především v Jižní Americe k lovu lam, pum, jelenů, pštrosů nandu a jiných zvířat, občas také k odchytu dobytka. V minulosti ji některé indiánské kmeny, zvláště Tehuelenčéové a Mapučové, používali také k válečným účelům. Eskymáci a původní obyvatelé Sibiře používali bolu vyrobenou ze šlach a kostěných závaží k lovu kachen a jiných ptáků v letu. Inuitská bola zvaná kiipooyaq mohla mít až čtyři závaží.

## Rozšíření
Bola je nejčastěji spojována s jihoamerickými indiány a pastevci v oblasti pamp a Patagonie, byla však používána také na severu Severní Ameriky, na Sibiři a v Číně, především při odchytu letících ptáků. V Japonsku byla k válečným účelům ve středověku užívána bola ze dvou závaží spojených provazem zvaná suručin nebo řetězem, známá jako kusari fundo. Obě tyto zbaně používali nindžové a mistři bojových umění. Dnes je bola používána všude na světě.

## Způsob lovu
Lovec roztočí bolu nad hlavou tak  že ji drží uprostřed provazu. Pak ji hodí tak, aby se obmotala kolem nohou oběti. Oběť pak nemůže nikam běžet a tak je pro lovce snadnou kořistí. Při lovu letících ptáků ovinuly provazy krk a křídla, takže pták spadl na zem. Bola se používala hlavně při lovu větších ptáků, především divokých kachen a hus.